# Myotis gomantongensis
Myotis gomantongensis — вид рукокрилих роду Нічниця (Myotis).

## Поширення, поведінка
Країни проживання: Малайзія (Сабах). Цей вид лаштує сідала в вапнякових печерах і живе в невеликих колоніях.